# ذرحان (أمانة العاصمة)

تعديل مصدري - تعديل

ذرحان هي إحدى قرى مديرية ضواحي الأمانة همدان التابعة لمحافظة أمانة العاصمة صنعاء اليمنية، بلغ  تعداد سكانها 2622 نسمة حسب الإحصاء الذي أجري عام 2004.